# Tisamenus

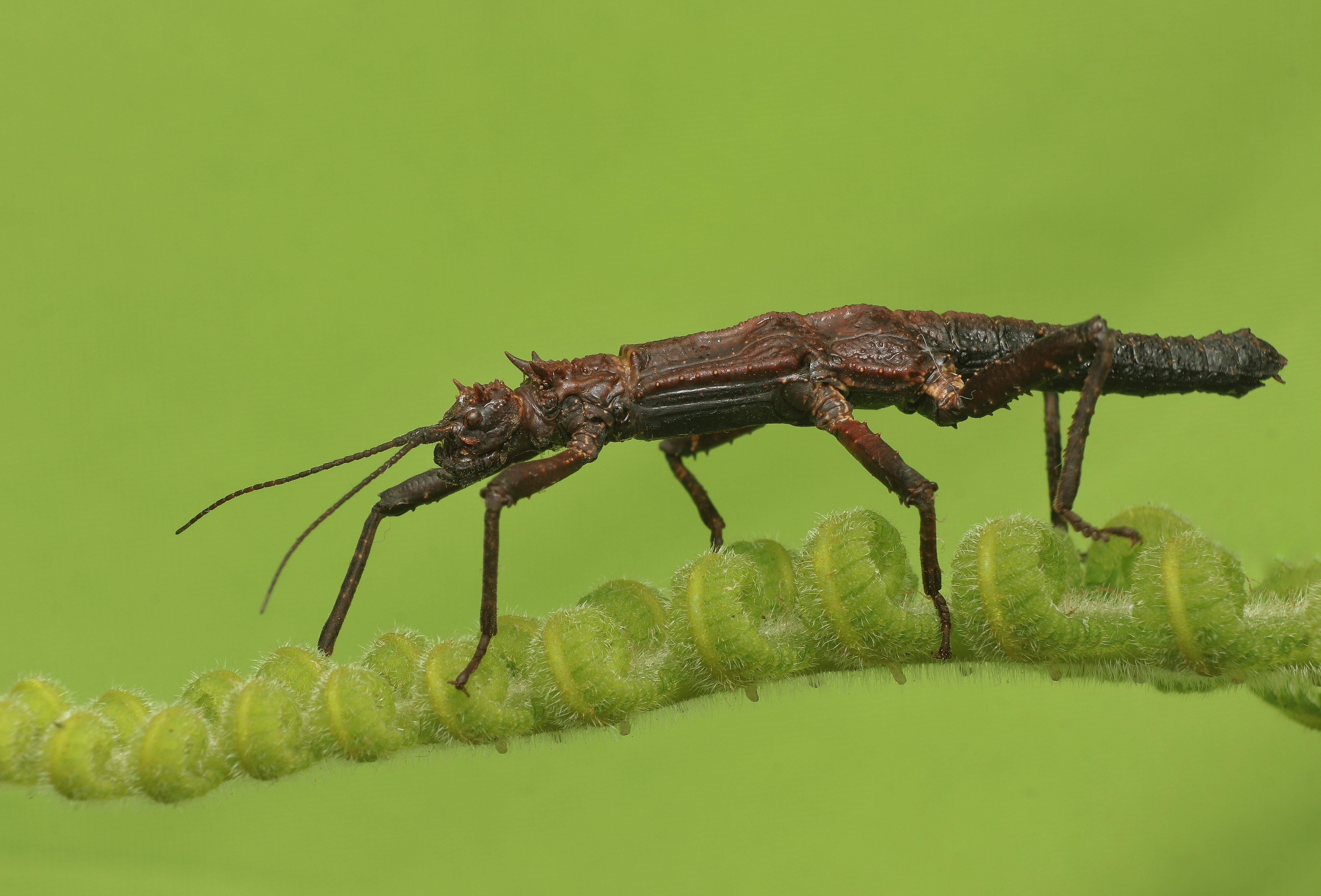
Männchen von Tisamenus alviolanus

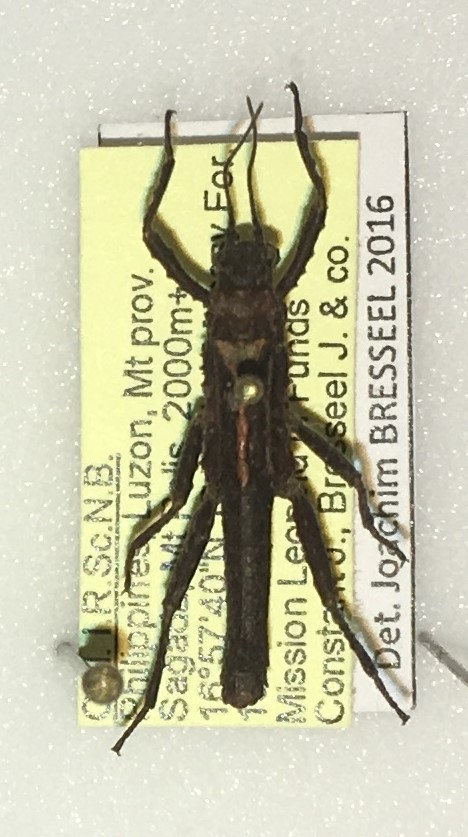
Präparat eines Männchens von Tisamenus hebardi (Syn. Ilocano hebardi)

Die auf den Philippinen endemische Gattung Tisamenus (Syn. Ilocano) vereint aktuell 24 gültige (Stand Juli 2025), kleine bis mittelgroße Gespenstschrecken-Arten.

## Merkmale
Die Vertreter dieser Gattung sind mit 18 bis 57 Millimetern im männlichen und 28 bis 70 Millimetern im weiblichen Geschlecht durchweg eher klein bis mittelgroß. Beide Geschlechter sind stets flügellos. Die oft sehr ähnlichen Arten unterscheiden sich vor allem durch eine jeweils artspezifische Bedornung. Wobei es auch Arten gibt, die keine bzw. kaum erkennbare Dornen haben. Charakteristisch für alle Vertreter ist eine dreieckige Struktur auf dem Mesonotum. Die kurze Seite diese gleichschenkligen Dreiecks verläuft parallel zur Vorderkante des Mesonotums. Die beiden anderen Seiten sind meist länger und treffen sich je nach Art nach knapp einem Drittel der Mesonotumlänge oder weiter hinten auf dem Metanotum. Von dort verläuft mittig ein meist deutlicher Kiel. Dieser beginnt bei einigen Arten bereits am Vorderrand des Mesonotums und ist somit auch auf dem Dreieck zu erkennen. Teilweise reicht er bis auf das Abdomen oder gar bis an dessen Ende. Dornen sind oft an den Seitenrändern des Thorax, paarig auf dem Pronotum, und mittig auf dem Meso- und Metanotum zu finden. Bei vielen Vertretern sind außerdem auf dem Abdomen weitere paarig und/oder mittig angeordnete Stacheln vorhanden. Die Färbung wird meist von hellen Brauntönen dominiert. Häufig sind schwarze, hellbraune bis beige seltener auch fast weiße Muster zu finden. Männchen sind meist weniger stark gemustert. Bei ihnen fällt oft in der Draufsicht das scheinbar viel zu schmale Abdomen auf. Dies gilt besonders für Arten, deren Thorax zum Metanotum hin immer breiter wird. Bei den Weibchen wirken die Proportionen symmetrischer, da das Abdomen stets breiter ist als bei den Männchen. Wie für die Vertreter der Obriminae typisch, haben sie am Ende des Abdomens einen Legestachel zur Ablage der Eier im Boden, der bei Tisamenus-Weibchen eher kurz ist. Er umgibt den eigentlichen Ovipositor und wird ventral aus dem achten Sternit gebildet, hier Subgenitalplatte oder Operculum genannt und dorsal aus dem elften Tergum, welches hier als Supraanalplatte oder Epiproct bezeichnet wird.

## Verbreitung
Biogeographisch ist die Gattung überwiegend auf die Region Groß-Luzon beschränkt, die die Polillo-Inseln und Masbate einschließt. Sie kommt jedoch auch mit einer Art auf der Insel Sibuyan, einer separaten biogeografischen Region vor. Außerdem ist sie mit zwei Arten in der Region Negros-Panay, mit einer Art auf der Insel Leyte und einer weiteren auf der Insel Camiguin vertreten. Zwar gehören diese beiden Inseln zur Region Groß-Mindanao, eine Verbreitung der Gattung bzw. einer Art der Gattung auf Mindanao selbst ist aber  zweifelhaft bzw. nicht sicher belegbar.

## Lebensweise und Fortpflanzung
Die nachtaktiven Tiere verstecken sich tagsüber in der Nähe des Bodens. Auch nachts klettern sie kaum höher als 20 cm an den Nahrungspflanzen empor. Die Eier werden von den Weibchen mit dem Legestachel in den Boden abgelegt. Sie sind 4 bis 5 Millimeter lang und 2,5 bis 3,0 Millimeter breit und meist mit mehr oder weniger deutlichen Linien aus Härchen überzogen. Die Mikropylarplatte ist dreiarmig und ähnelt einem auf dem Kopf stehenden „Y“. Der zum Deckel weisende Arm ist deutlich länger als die zum unteren Pol zeigenden Arme (Siehe auch Bau des Phasmideneies). Die Nymphen schlüpfen nach 4 bis 6 Monaten und benötigen 5 bis 7 Monate um adult zu werden.

## Systematik
Im Jahr 1875 errichtete Carl Stål neben der Gattung Hoploclonia auch die Gattung Tisamenus. In dieser beschrieb er Tisamenus serratorius. William Forsell Kirby bestimmte diese 1904 zur Typusart. Außerdem überstellte Stål noch zwei von John Obadiah Westwood 1848 beschriebene Arten in diese Gattung, nämlich Phasma (Pachymorpha) deplanatum (heute gültiger Name Tisamenus deplanatus) und Phasma (Pachymorpha) draconinum (heute gültiger Name Tisamenus draconinus). Der Name „Tisamenus“ ist die latinisierte Form des griechischen Tisamenos (Τισαμενός), eines antiken, männlichen Vornamens. James Abram Garfield Rehn und sein Sohn John William Holman Rehn synonymisierten 1939 Tisamenus mit Hoploclonia. Sie erwähnten zwar die Sonderstellung der beiden bereits von Borneo bekannten Hoploclonia-Arten Hoploclonia gecko und Hoploclonia cuspidata, überstellten aber alle bis dahin bekannten Tisamenus-Arten in die Gattung Hoploclonia, in der sie weitere acht Arten beschrieben. Für die philippinischen Arten erstellten sie einen Bestimmungsschlüssel und unterteilten diese nach morphologischen Aspekten in folgende Untergruppen (hier ergänzt um drei später durch Ireno L. Lit jr. und Orlando L. Eusebio in Tisamenus beschriebene und diesen Gruppen zugeordnete Arten):
1. Draconina Gruppe: H. draconina, H. hystrix, H. lachesis
2. Serratoria Gruppe: H. serratorius, H. aspera, H. clotho, H. atropos
3. Deplanata Gruppe: H. deplanata, H. armadillo, H. cervicornis, H. spadix, H. tagalog, H. fratercula, T. alviolanus
4. Polillo Gruppe: H. polillo, T. kalahani, T. summaleonilae

Rehn und Rehn beschrieben außerdem die Gattung Ilocano für Ilocano hebardi (heute gültiger Name Tisamenus hebardi) und überstellten die als Heterocopus ranarius geführte Art (heute gültiger Name Tisamenus ranarius) in diese Gattung.
Erst 2004 trennte Oliver Zompro die Gattungen Tisamenus und Hoploclonia wieder und stellte alle philippinischen Arten in die Gattung Tisamenus. Sarah Bank et al bewiesen durch Genanalysen in ihrer 2021 veröffentlichten Arbeit, dass Ilocano hebardi, die zu diesem Zeitpunkt einzig verbliebene Art dieser Gattung, zu Tisamenus gehört, wodurch Ilocano zu deren Synonym wurde. Die von Rehn und Rehn vorgenommene Einteilung in Untergruppen konnte bei vier weiteren namentlich bekannten und untersuchten Arten nicht bestätigt werden. Ebenso wenig bestätigte sich eine Sonderstellung der Gattung innerhalb der Obriminae, die Frank H. Hennemann et al. 2016 dazu veranlassten, die Tribus Tisamenini mit den Gattungen Tisamenus, Pterobrimus, Hoploclonia und der damals noch nicht mit Tisamenus synonymisierten Ilocano zu errichten. Aus diesem Grund wurde diese Tribus wieder eingezogen und Tisamenus wieder den Obrimini zugeordnet.
Hennemann beschrieb 2025 sieben neue Arten, synonymisierte zwei Arten und ordnete einen Großteil der in Zucht befindlichen Stämme den Arten neu zu.
Gültige Arten sind:
- Tisamenus alviolanus Lit & Eusebio, 2010
- Tisamenus armadillo Redtenbacher, 1906
- Tisamenus asper Bolívar, 1890
- Tisamenus cervicornis Bolívar, 1890
Syn. = Hoploclonia fratercula Rehn & Rehn, 1939
- Tisamenus charestae Hennemann & Le Tirant, 2025
- Tisamenus clotho (Rehn & Rehn, 1939)
Syn. = Hoploclonia atropos Rehn & Rehn, 1939
- Tisamenus deplanatus (Westwood, 1848)
- Tisamenus draconinus (Westwood, 1848)
- Tisamenus hebardi (Rehn & Rehn, 1939)
- Tisamenus heitzmanni Hennemann, 2025
- Tisamenus hystrix (Rehn & Rehn, 1939)
- Tisamenus irenoliti Hennemann, 2025
- Tisamenus kalahani Lit & Eusebio, 2005
- Tisamenus lachesis (Rehn & Rehn, 1939)
- Tisamenus makinis Hennemann, 2025
- Tisamenus malawak Hennemann, 2025
- Tisamenus napalaki Hennemann, 2025
- Tisamenus polillo (Rehn & Rehn, 1939)
- Tisamenus ranarius (Westwood, 1859)
- Tisamenus serratorius Stål, 1875
- Tisamenus spadix (Rehn & Rehn, 1939)
- Tisamenus summaleonilae Lit & Eusebio, 2005
- Tisamenus tagalog (Rehn & Rehn, 1939)
- Tisamenus trapezoides Hennemann, 2025

## Terraristik

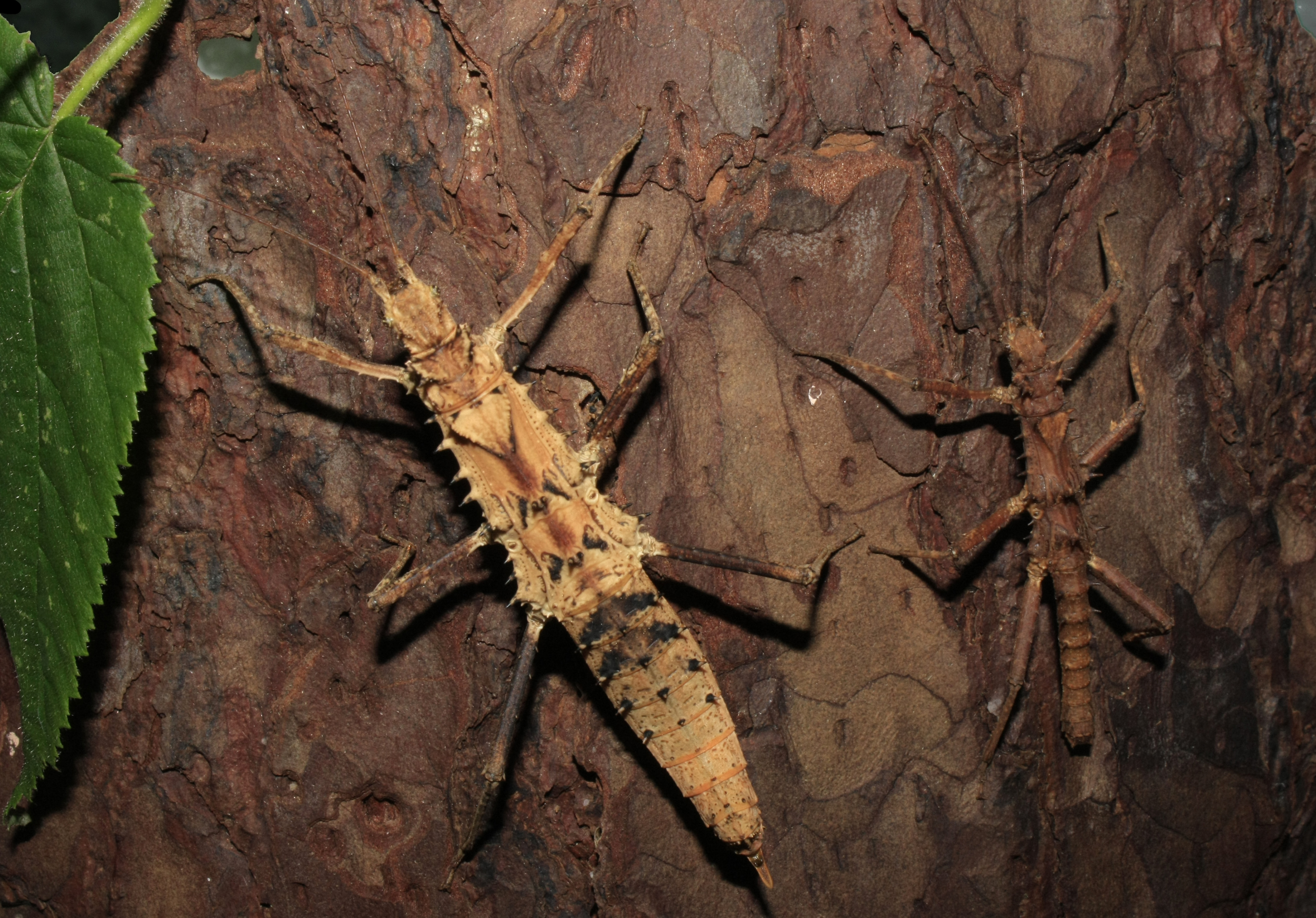
Pärchen von Tisamenus lachesis 'Cunayan' (PSG-Nr. 359)

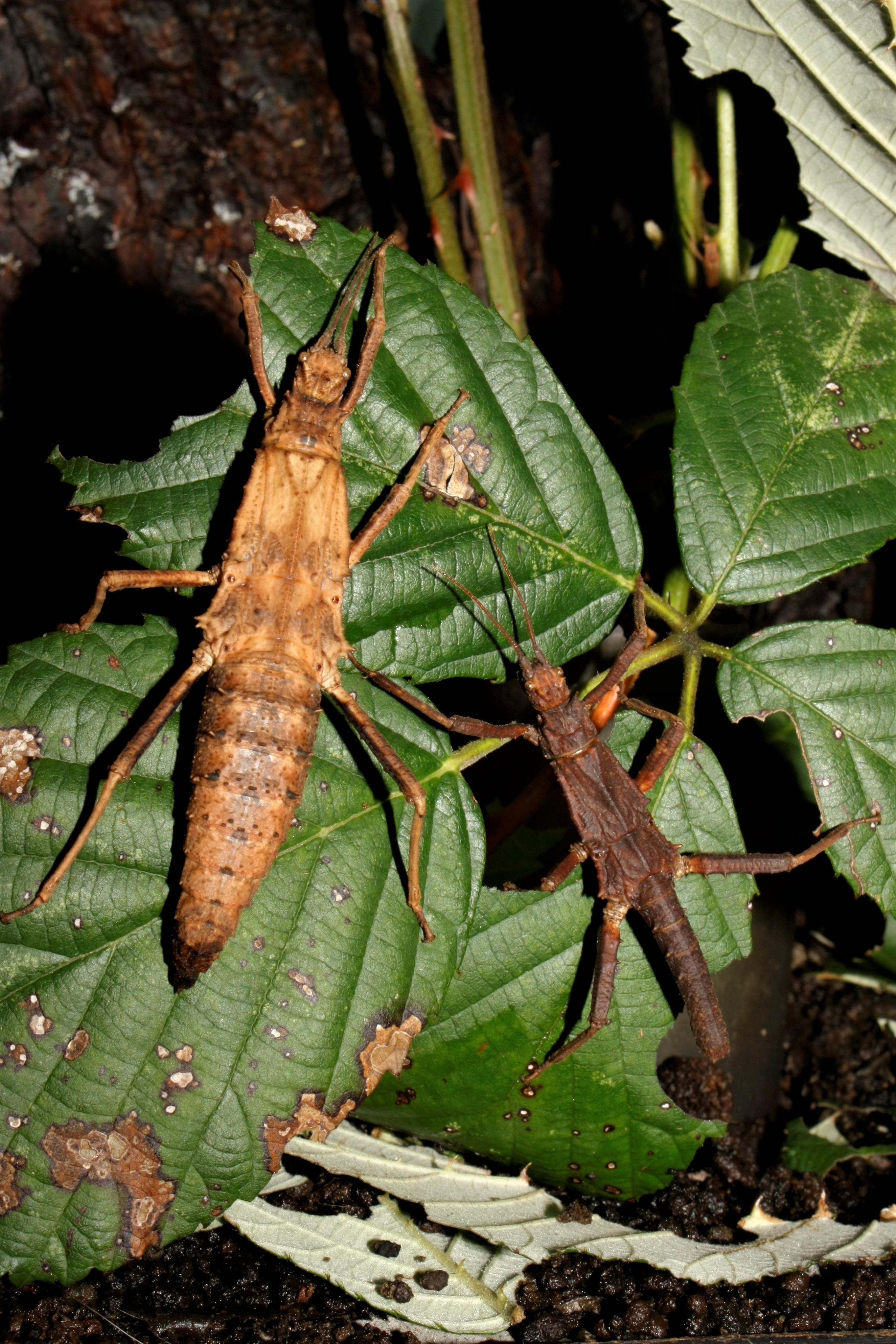
Pärchen von Tisamenus cervicornis 'Pocdol' (PSG-Nr. 399)

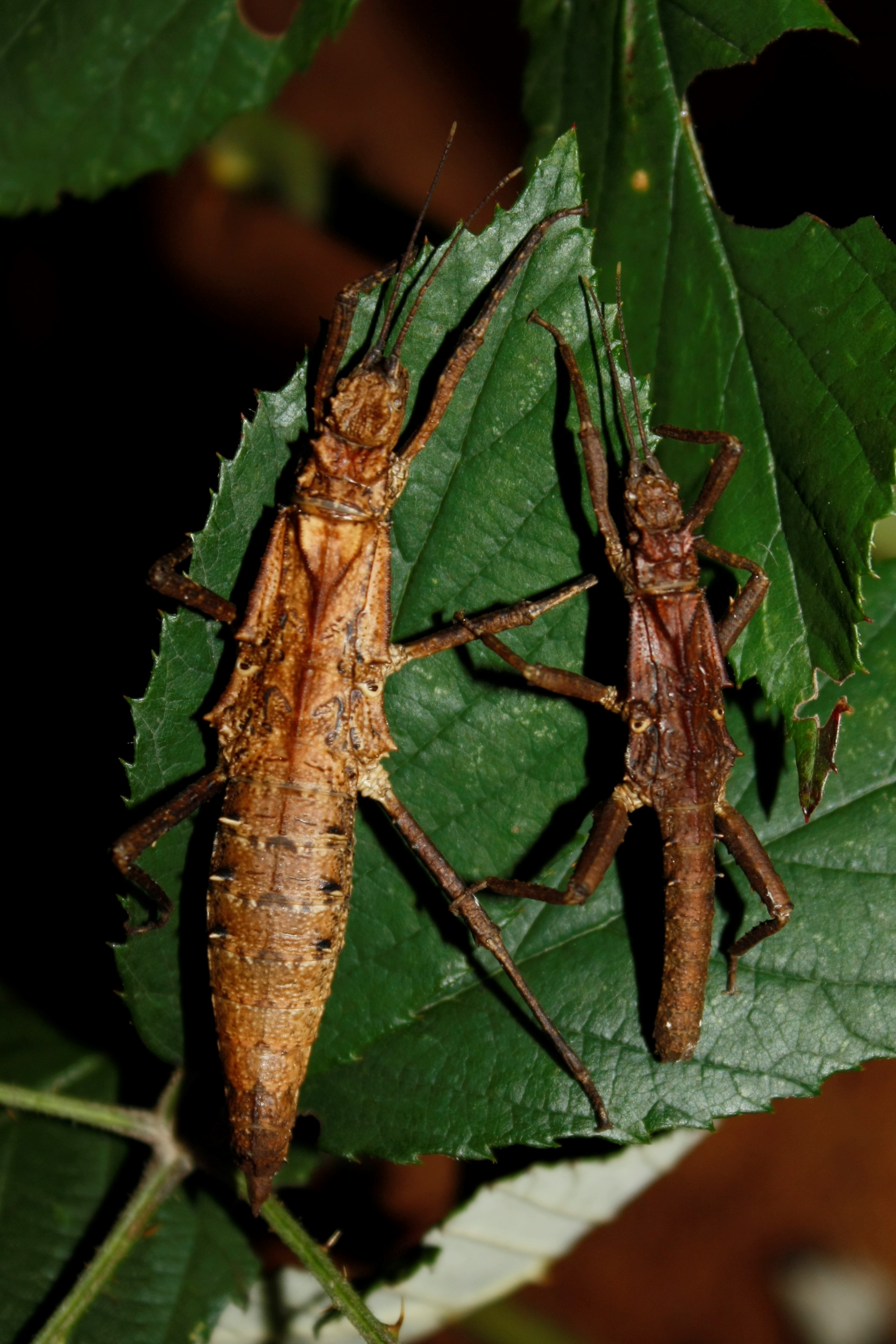
Pärchen von Tisamenus deplanatus 'Ilocos' (PSG-Nr. 391)

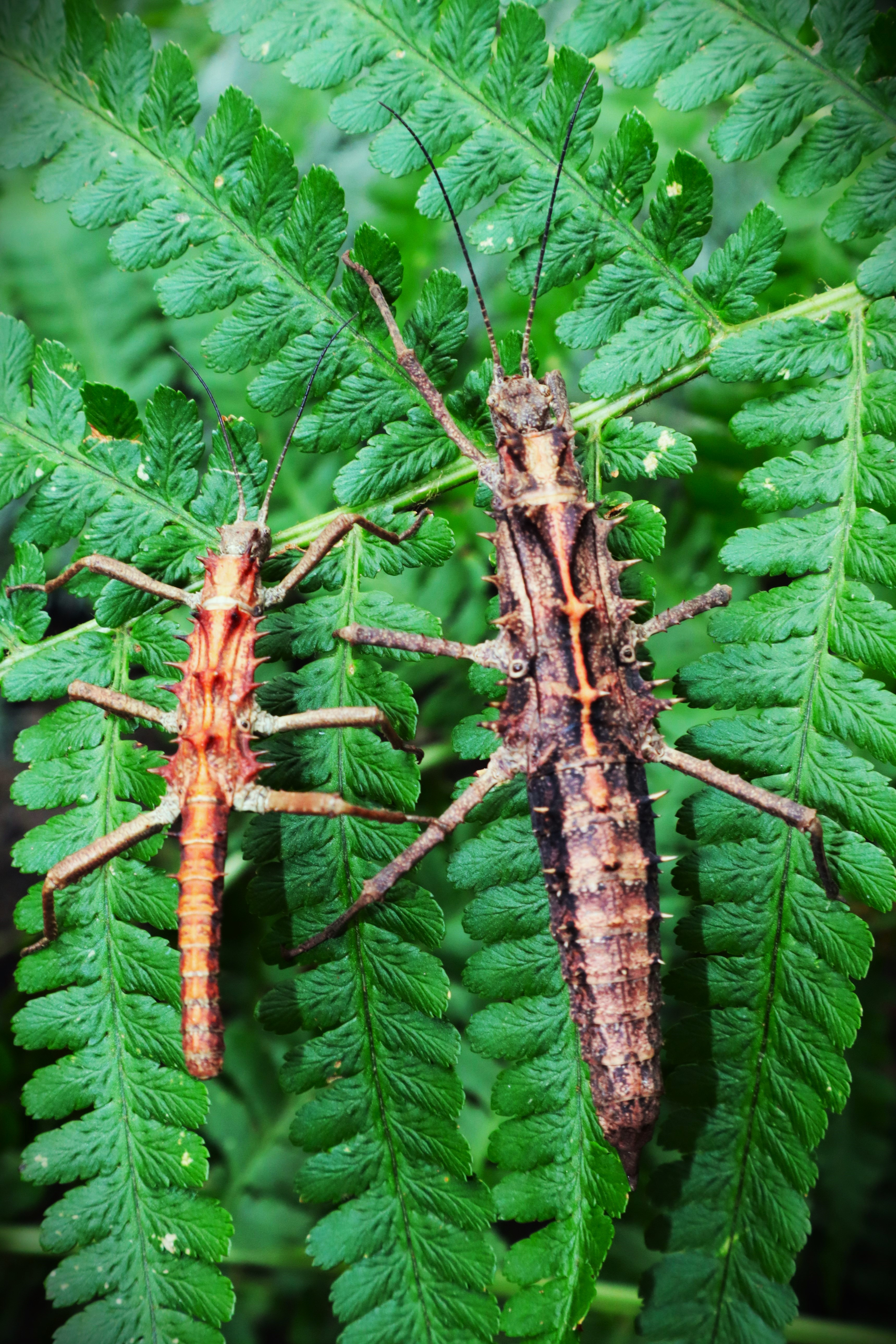
Pärchen von Tisamenus napalaki 'Palaui'

Viele in den Terrarien der Liebhaber zu findende Zuchtstämme sind anfangs unter verschiedenen Namen in Umlauf gelangt. Die ersten Tiere der Gattung, welche in Europa in Zucht kamen, wurden 2009 von Joachim Bresseel und Thierry Heitzmann in der Provinz Quezon auf der Insel Luzon gesammelt. Fundorte sind die Sierra Madre Berge nahe Real und Real selbst. Weitere Tiere fanden Bresseel, Rob Krijns und Tim Bollens 2010. Nach Europa kamen die Tiere zunächst als Tisamenus sp. 'Sierra Madre' bzw. Tisamenus sp. 'Real'. Später wurde die Art als Tisamenus serratorius bezeichnet, bevor sie 2025 von Hennemann als Tisamenus lachesis identifiziert wurde. Die Phasmid Study Group führt sie als Tisamenus serratorius unter der PSG-Nummer 314.
Heitzmann sammelte Ende November 2008 im Quezon-Nationalpark ein Weibchen auf das ein weiterer Zuchtstamm zurückgeht. Tiere dieses Stammes wurden zunächst nach ihrem Fundort als Tisamenus sp. 'Quezon-Nationalpark' angesprochen, gehören aber laut Hennemann ebenfalls zu Tisamenus lachesis. Bressell, Bollens und Mark Bushell fanden ebenfalls auf Luzon in der Provinz Aurora nahe der Stadt San Luis in Cunayan weitere Tiere. Diese haben zwar insbesondere entlang der Körpermitte mehr bzw. deutlichere Stacheln, werden aber ebenfalls der sehr variablen Tisamenus lachesis zugerechnet. Auch sie wurden zunächst nach ihrem Fundort als Tisamenus sp. 'Cunayan' bezeichnet. Die Phasmid Study Group führt sie unter diesem Namen als PSG-Nummer 359.
Im Oktober und November 2010 fand Heitzmann im Süden Luzons in den Pocdolbergen am Mount Pulog (nicht zu verwechseln mit dem im Norden Luzons gelegenen Mount Pulag) und am Mount Osiao Tiere, die zunächst als Tisamenus deplanatus identifiziert wurden. Der daraus resultierende Zuchtstamm wurde lange als Tisamenus deplanatus 'Pocdol' bezeichnet und bekam von der Phasmid Study Group die PSG-Nummer 399. Erst 2025 stellte Hennemann klar, dass es sich bei den Tieren dieses Zuchtstammes um Tisamenus cervicornis handelt.
Im Jahr 2014 sammelte wiederum Heitzmann weitere, ähnliche Tiere in der Region Ilocos. Sie wurden nach ihrem Fundort Tisamenus sp. 'Ilocos' genannt und unter diesem Namen als PSG-Nummer 391 geführt. Einer ersten Bestimmung folgend, wurden sie Tisamenus fratercula zugerechnet. Hennemann identifizierte sie 2025 als die echten Tisamenus deplanatus.
Anfang Juni 2014 brachte Albert Kang von der Insel Sibuyan Tiere mit, die zunächst als Tisamenus sp. 'Sibuyan' angesprochen wurden. Hennemann identifizierte diese 2023 als Tisamenus hystrix. Ein weiterer Zuchtstamm geht auf zwei sehr unterschiedlich gefärbte Weibchen zurück, die Heitzmann und Kang am 5. November 2014 in einem Schutzgebiet nahe der Callao-Höhle in der Provinz Cagayan sammelten. Aus den von diesen Weibchen gelegten Eiern konnte ein sexueller Zuchtstamm etabliert werden, welcher anfangs als Tisamenus sp. 'Cagayan' verteilt wurde und zu den am weitesten verbreiteten der Gattung gehört. Die Art wurde 2025 von Hennemann als Tisamenus draconinus identifiziert, so dass der Stamm vollständig als Tisamenus draconinus 'Cagayan' bezeichnet werden muss.
Eine zunächst als Tisamenus sp. 'Palaui' bezeichnete Art, wurde von Kang im Juni 2016 auf der ebenfalls zur Provinz Cagayan gehörenden Insel Palaui gesammelt. Heitzmann konnte die Art erfolgreich vermehren und verschickte Eier der Nachzuchten nach Europa. Die Art ist ähnlich stachlig wie Tisamenus draconinus, aber deutlich kontrastreicher und intensiver gefärbt. Charakteristisch ist bei den adulten Weibchen ein häufig oranger Längsstreifen und bei den Männchen eine annähernd orangerote Körperfärbung. Die Art wurde 2025 von Hennemann als Tisamenus napalaki beschrieben.
Heitzmann fand am 22. Juli am Mount Bagacay und am 4. August 2015 am Mananap Wasserfall in der Provinz Camarines Norte Tiere, die zunächst als Tisamenus cf. clotho 'Camarines' in Zucht kamen. Bressell bestätigte die Zugehörigkeit der Tiere zu Tisamenus clotho.
Nicht mehr in Zucht ist Tisamenus sp. 'Ifugao', welche im Oktober 2013 von Heitzmann und Kang gesammelt wurde und 2025 von Hennemann als Tisamenus charestae beschrieben wurde. Auch Tisamenus hebardi, die im April 2014 von Heitzmann, Bresseel und Jérôme Constant im Nebelwald auf dem Mount Polis gesammelt wurde und zunächst als Ilocano hebardi 'Sagada' bezeichnet wurde, ist nicht mehr in Zucht. Beide Arten wurde nur kurz gehalten und konnte nicht erfolgreich nachgezogen werden.
Die Haltung und Zucht der genannten Arten gilt als einfach. Sie fressen bereitwillig an verschiedensten Futterpflanzen wie Brombeeren, Hasel, Feuerdorn, Efeu und Johanniskräutern. Sie benötigen nur kleine, mäßig feuchte Terrarien mit Bodengrund zur Eiablage.

## Bilder

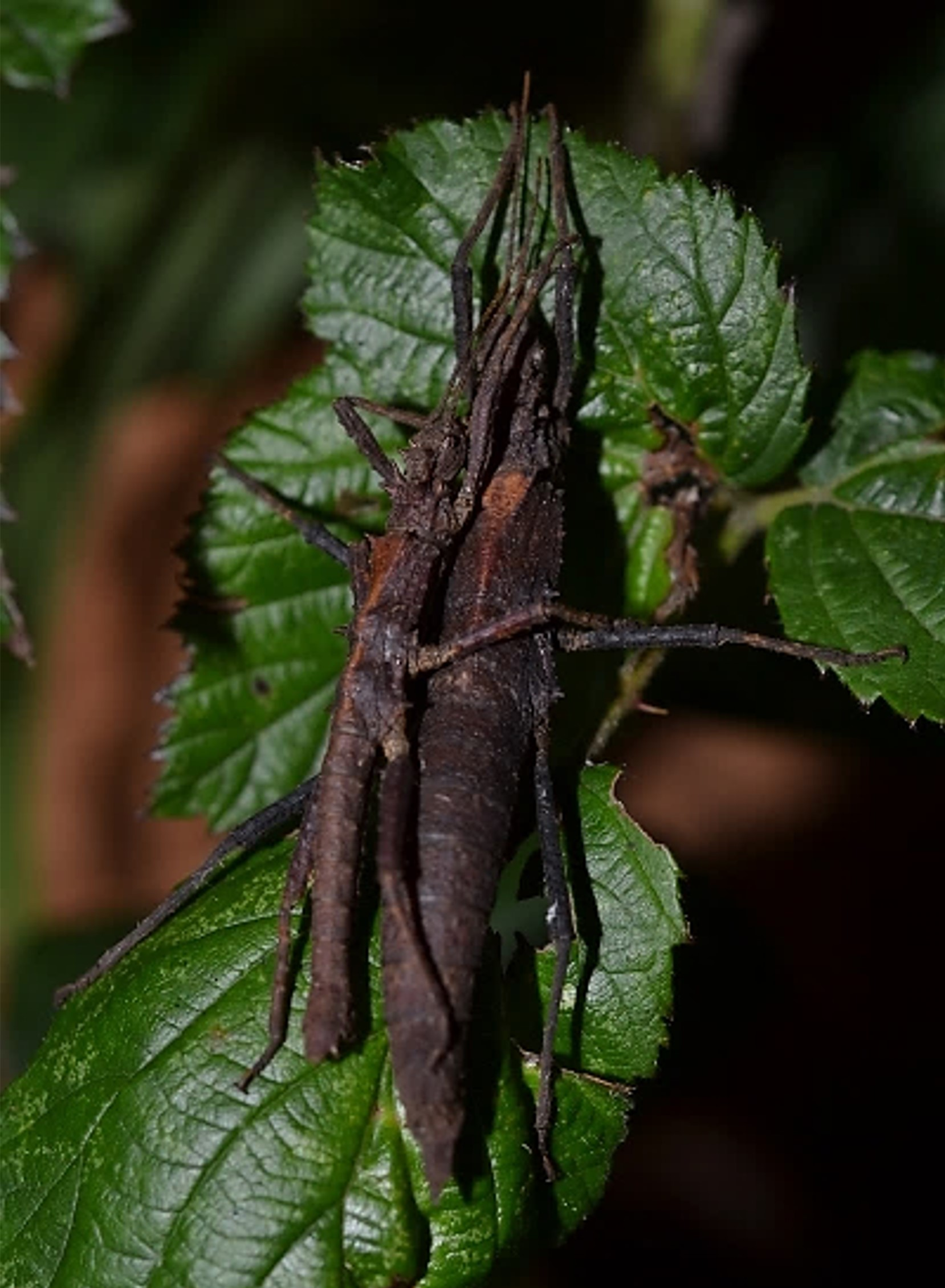
Pärchen von Tisamenus charestae aus Ifugao
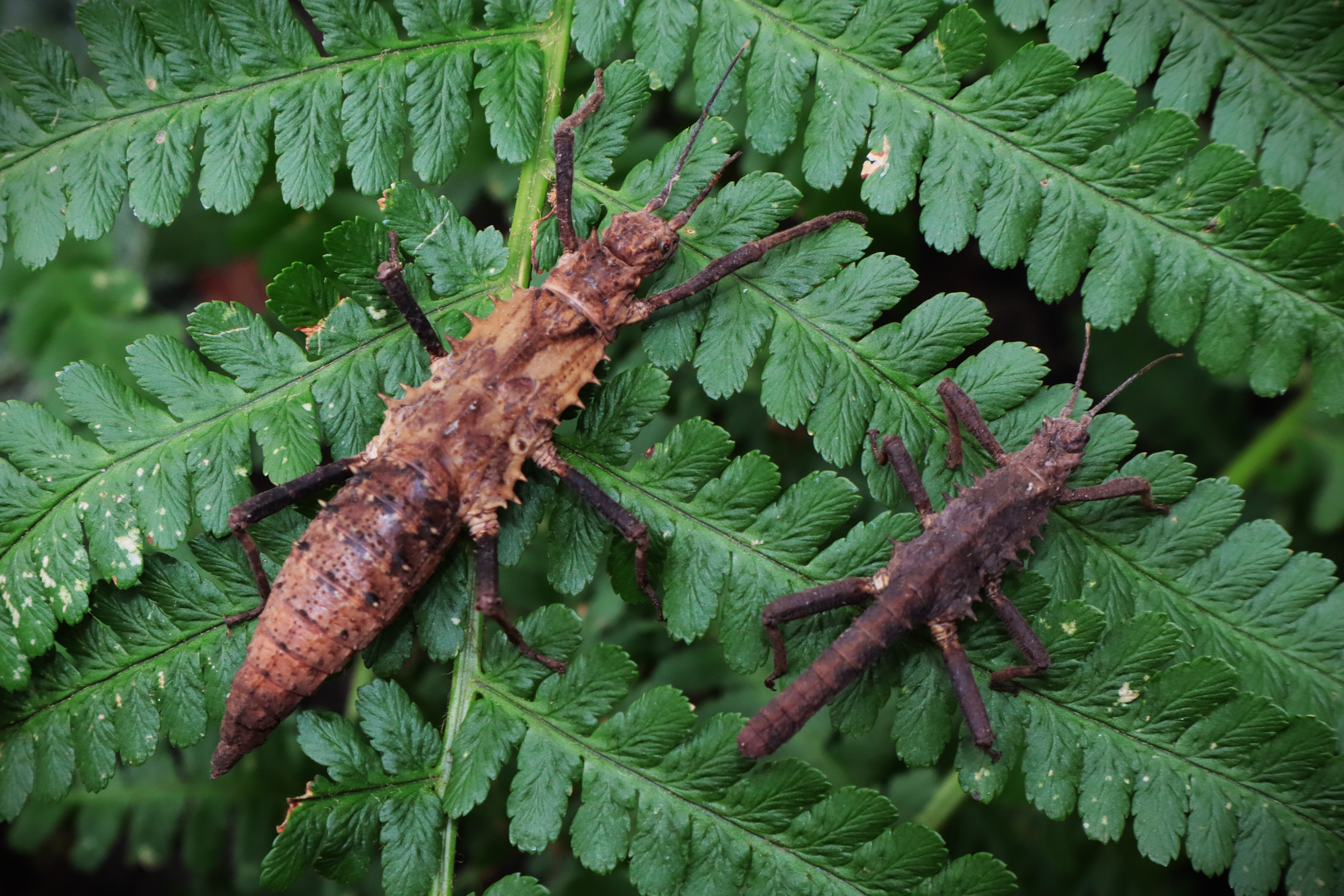
Pärchen von Tisamenus clotho 'Camarines'
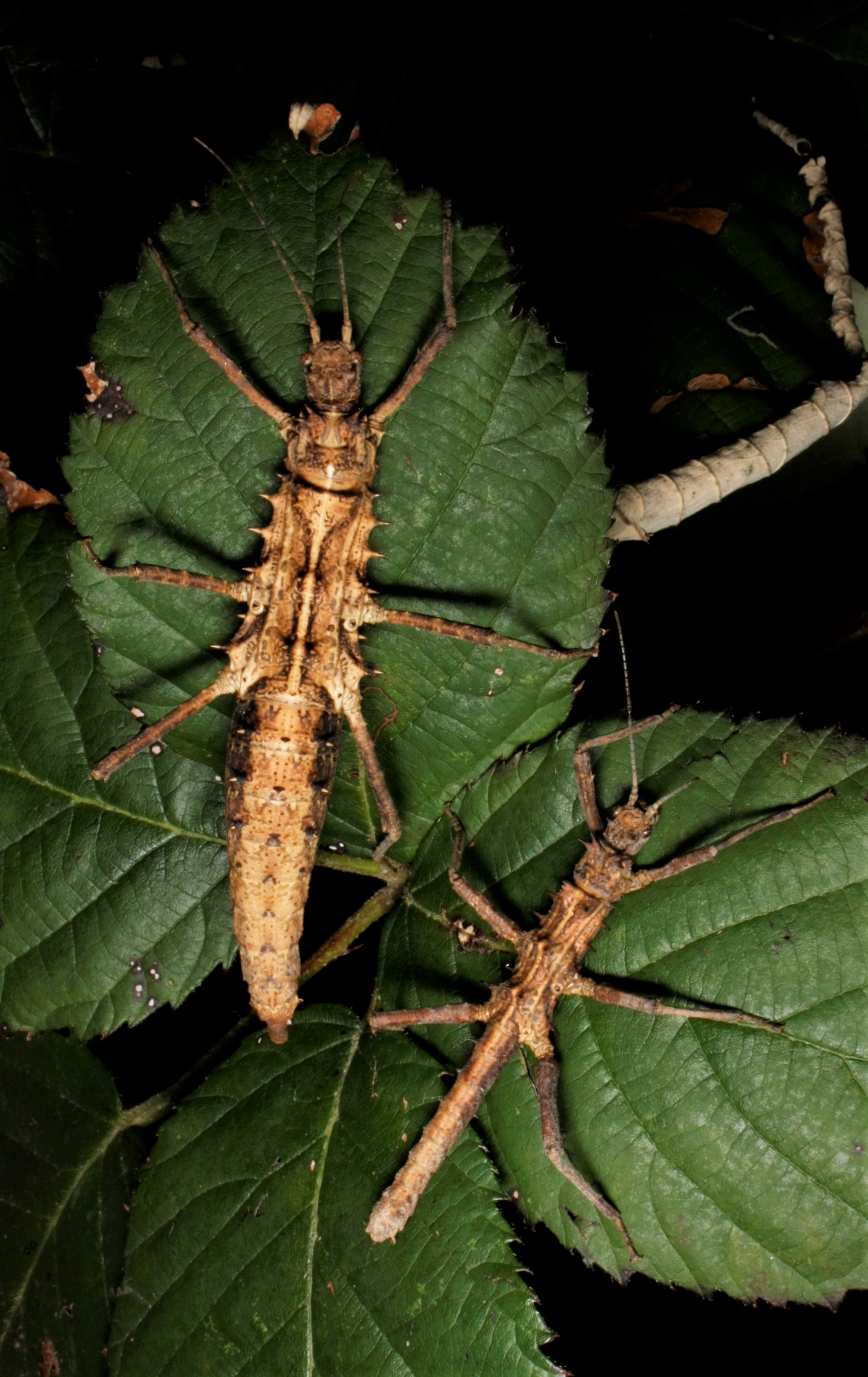
Pärchen von Tisamenus draconinus 'Cagayan'
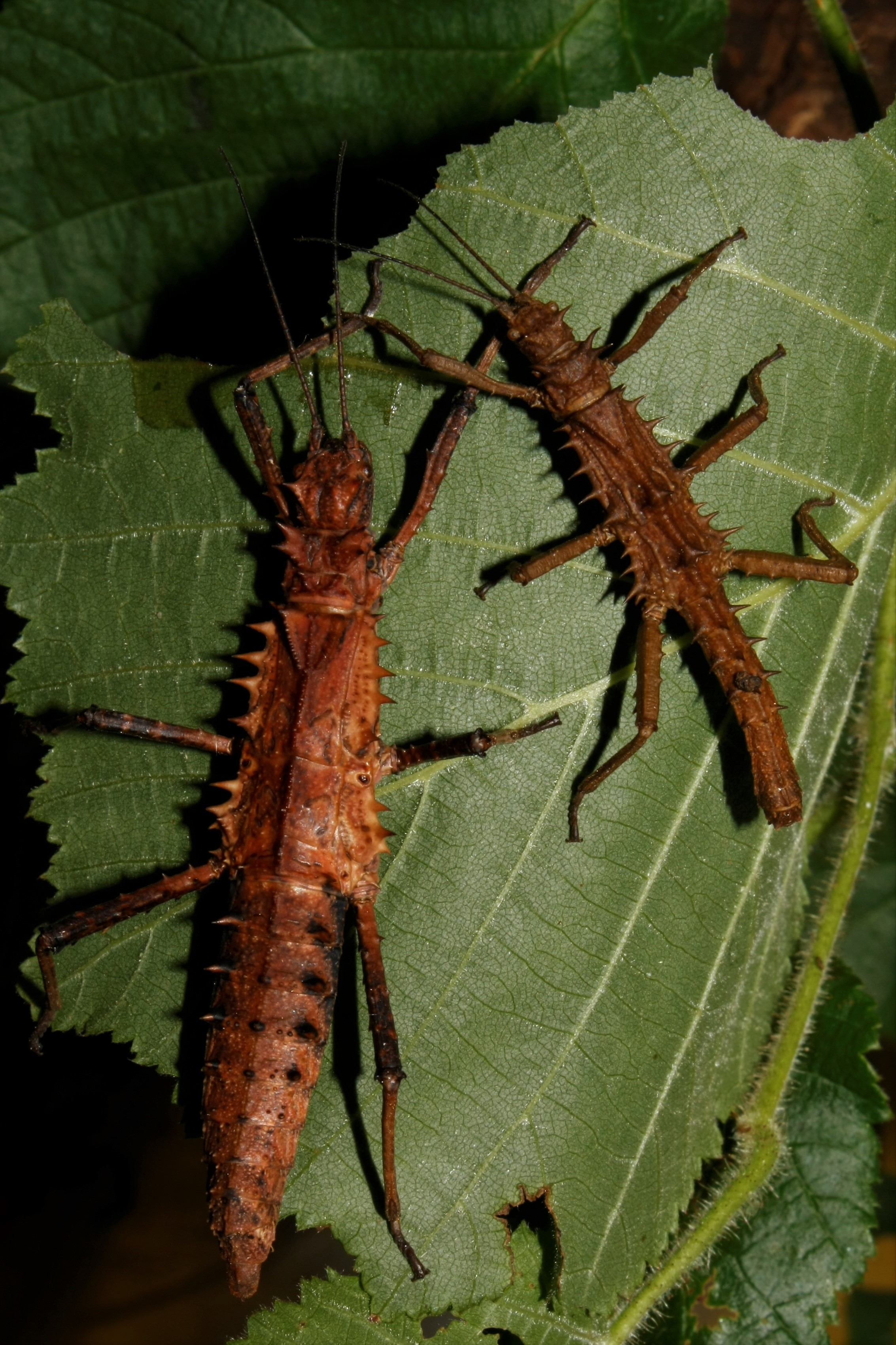
Pärchen von Tisamenus hystrix 'Sibuyan'
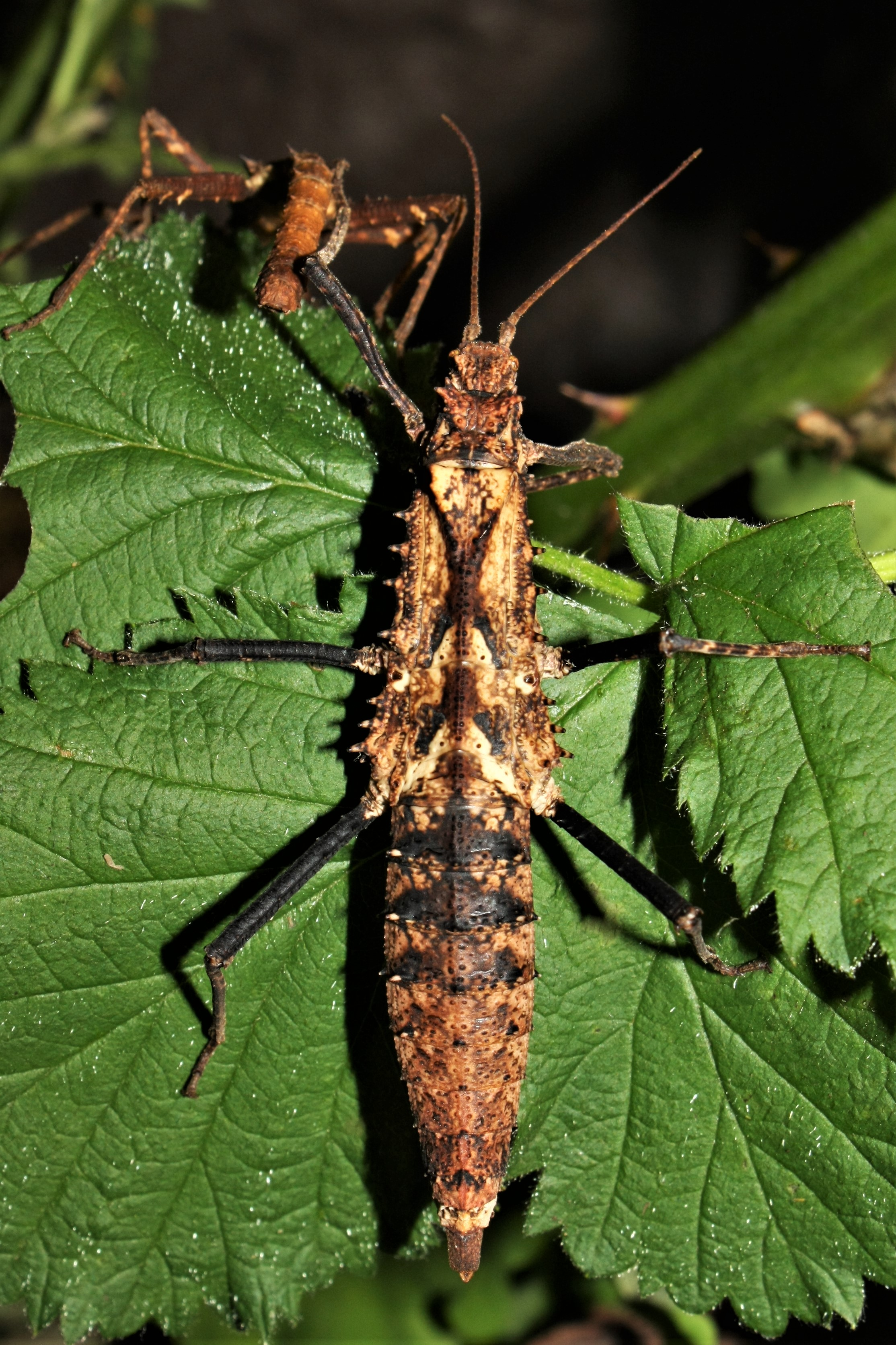
Weibchen von Tisamenus lachesis 'Sierra Madre'
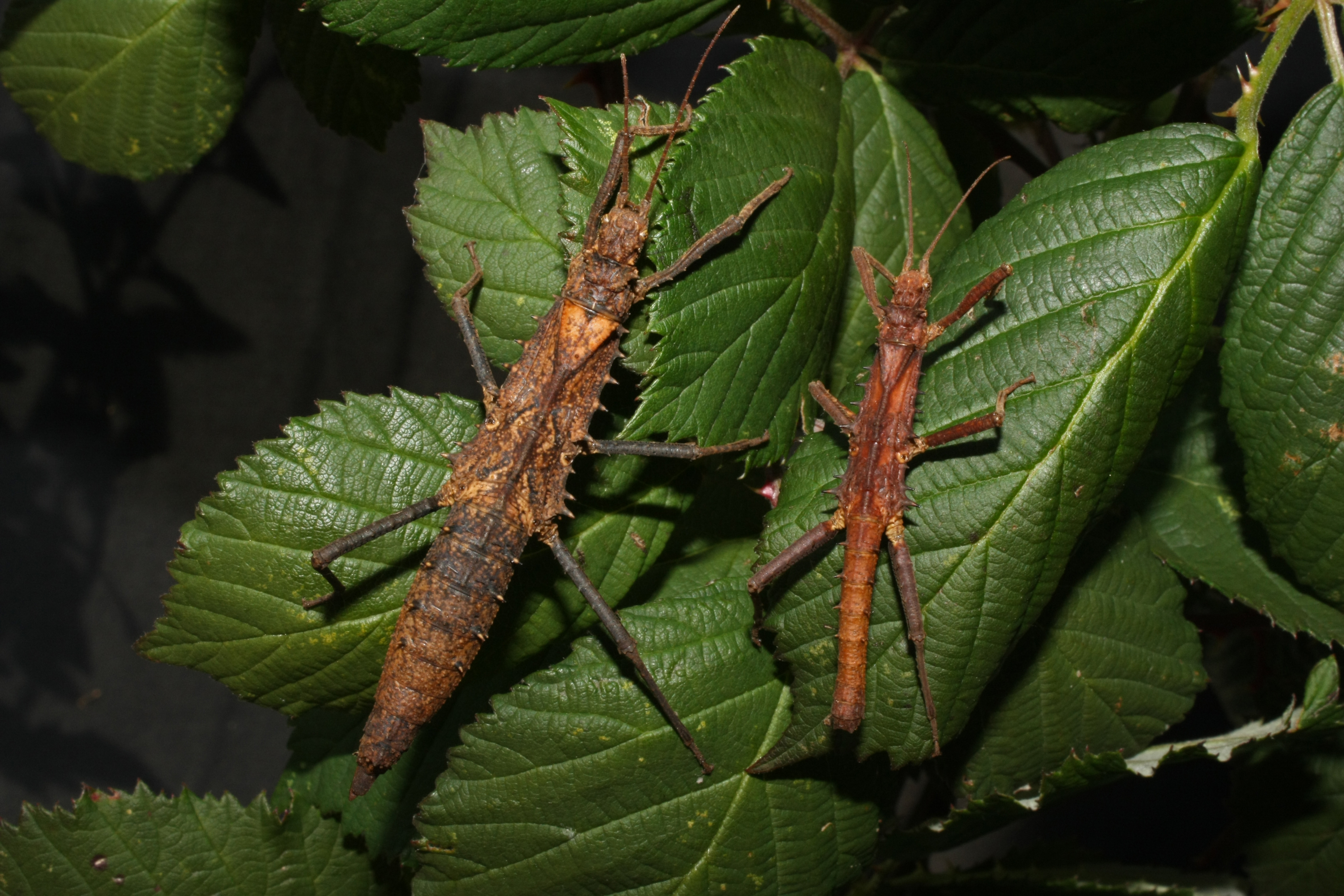
Pärchen von Tisamenus lachesis 'Quezon-Nationalpark'